# Varoš
Varoš je naselje v Občini Makole, na severovzhodu Slovenije. Nahaja se na desnem bregu Dravinje, ter spada pod Štajersko pokrajino in Podravsko regijo.

## Izvor krajevnega imena
Občnoimenski slovenski pomen vároš je 'mesto, večje naselje'. Beseda je prevzeta iz madž. város v pomenu mesto, kar je tvorjeno iz madž. vár v pomenu grad, trdnjava. Izvajanje našega današnjega krajevnega imena pa iz te madžarske osnove ter zaradi srednjeveških zapisov (v starih listinah: Warissen, 1220-1230 in Waressendorf, 1271) in zaradi današnjih lokalnih oblik ni povsem gotovo.